# Пам'ятки історії Ясинуватського району
У Ясинуватському районі Донецької області на обліку перебуває 31 пам'ятка історії.
| № пп | Охорон. номер | Найменування пам'ятки                                                                        | Місцезнаходження пам'ятки                                                                | Рік встановлення      | Автор                                              | Рішення              |
| ---- | ------------- | -------------------------------------------------------------------------------------------- | ---------------------------------------------------------------------------------------- | --------------------- | -------------------------------------------------- | -------------------- |
| 1    | 1711          | Братська могила радянських воїнів Південного фронту, 1943 рік.                               | Верхньоторецька сел/р, смт Верхньоторецьке, вул. Відродження, центр селища.              | 1961 р.               | -                                                  | 17.12.1969 р. № 724  |
| 2    | 1710          | Братська могила радянських воїнів Південного фронту, 1943 рік                                | Верхньоторецька сел/р, смт Верхньоторецьке, вул. Привокзальна, на території цвинтаря.    | 1960 р.               | -                                                  | 17.12.1969 р. № 724  |
| 3    | 1712          | Братська могила радянських воїнів Південного фронту, 1943 рік.                               | Верхньоторецька сел/р, с. Василівка, вул. Центральна, центр сільського цвинтаря.         | 1961 р.               | -                                                  | 17.12.1969 р. № 724  |
| 4    | 1984          | Братська могила радянських воїнів Південного фронту, 1943 рік.                               | Верхньоторецька сел/р, с. Троїцьке, вул. Торецька, центр села.                           | 1966 р.               | -                                                  | 19.04.1983 р. № 280р |
| 5    | 1985          | Братська могила радянських воїнів та військовополонених, 1942 рік                            | Желаннівська сел/р, смт Желанне, вул. Центральна, центр села.                            | 1958 р.               | -                                                  | 19.04.1983 р. № 280р |
| 6    | 1695          | Братська могила радянських воїнів, 1943 рік.                                                 | Очеретинська сел/р, смт Очеретине, МПС, привокзальна площа.                              | 1960 р.               | -                                                  | 17.12.1969 р. № 724  |
| 7    | 1693          | Братська могила радянських воїнів Південного фронту, 1943 рік                                | Красногорівська с/р с. Красногорівка, вул. Садова, центр села.                           | 1965 р.               | -                                                  | 17.12.1969 р. № 724  |
| 8    | 1691          | Братська могила радянських воїнів Південного фронту, 1943 рік.                               | Красногорівська с/р, с. Веселе, вул. Лісова, цвинтар.                                    | 1966 р.               | -                                                  | 17.12.1969 р. № 724  |
| 9    | 1694          | Братська могила радянських воїнів Південного фронту, 1943 рік.                               | Красногорівська с/р, с-ще Кам'янка, вул. Свободи.                                        | 1960 р.               | -                                                  | 17.12.1969 р. № 724  |
| 10   | 1692          | Братська могила радянських воїнів Південного фронту, 1943 рік                                | Красногорівська с/р, с. Новоселівка Друга, вул. Польова.                                 | 1962 р.               | -                                                  | 17.12.1969 р. № 724  |
| 11   | 1709          | Братська могила радянських воїнів Південного фронту і пам'ятник односельцям, 1941—1945 роки. | Новобахмутівська с/р, с. Новобахмутівка, вул. Миру, біля клубу-театру.                   | 1960 р.               | -                                                  | 17.12.1969 р. № 724  |
| 12   | 1690          | Братська могила радянських воїнів Південного фронту, 1943 рік.                               | Новоселівська Перша с/р, с. Новоселівка Перша, вул. Первомайська, біля Будинку культури. | 1959 р., рек. 1985 р. | -                                                  | 17.12.1969 р. № 724  |
| 13   | 1699          | Братська могила радянських воїнів Південного фронту, 1943 рік.                               | Орлівська с/р, с. Орлівка, вул. Миру, цвинтар.                                           | 1961 р.               | -                                                  | 17.12.1969 р. № 724  |
| 14   | 1701          | Братська могила радянських воїнів, 1943 рік.                                                 | Орлівська с/р, с. Бердичі, вул. Садова, цвинтар.                                         | 1961 р.               | -                                                  | 17.12.1969 р. № 724  |
| 15   | 1700          | Братська могила радянських воїнів та пам'ятник односельчанам, 1941—1945 роки.                | Орлівська с/р, с. Уманське, вул. Сонячна, центр села.                                    | 1967 р.               | -                                                  | 17.12.1969 р. № 724  |
| 16   | 1705          | Братська могила радянських воїнів і військовополонених. 1943 рік.                            | Первомайська с/р, с. Первомайське, вул. Первомайська.                                    | 1948 р., 1952 р.      | -                                                  | 17.12.1969 р. № 724  |
| 17   | 1704          | Братська могила радянських військовополонених, 1941—1943 роки.                               | Первомайська с/р, с. Нетайлове, вул. Безкоровайного, біля школи                          | 1960 р.               | -                                                  | 17.12.1969 р. № 724  |
| 18   | 1703          | Братська могила радянських воїнів, пам'ятник односельчанам, 1941—1945 роки.                  | Пісківська с/р, с-ще Піски, перехрестя вул. Набережної, сквер.                           | 1960 р.               | -                                                  | 17.12.1969 р. № 724  |
| 19   | 1706          | Братська могила радянських воїнів Південного фронту, 1943 рік                                | Пісківська с/р, с-ще Лозове, вул. Центральна, центр села.                                | 1960 р.               | -                                                  | 17.12.1969 р. № 724  |
| 20   | 1707          | Братська могила радянських воїнів Південного фронту, 1943 рік.                               | Олександропільська с/р, с. Олександропіль, вул. Донецька, центр села.                    | 1960 р.               | -                                                  | 17.12.1969 р. № 724  |
| 21   | 1708          | Братська могила радянських воїнів Південного фронту, 1943 рік.                               | Олександропільська с/р, с. Новоселівка, вул. Центральна.                                 | 1961 р. рек. 1985 р.  | -                                                  | 17.12.1969 р. № 724  |
| 22   | 1698          | Братська могила радянських воїнів Південного фронту, 1943 рік.                               | Соловйовська с/р, с. Соловйове, вул. Чкалова, центр села.                                | 1960 р.               | -                                                  | 17.12.1969 р. № 724  |
| 23   | 1697          | Братська могила радянських воїнів Південного фронту, 1943 рік.                               | Соловйовська с/р, с. Архангельське, вул. Гоголя, цвинтар.                                | 1960 р.               | -                                                  | 17.12.1969 р. № 724  |
| 24   | 1696          | Братська могила радянських воїнів Південного фронту, 1943 рік.                               | Соловйовська с/р, с. Новокалинове, вул. Миру, сквер.                                     | 1960 р.               | -                                                  | 17.12.1969 р. № 724  |
| 25   | 1713          | Братська могила радянських воїнів і військовополонених, 1942—1943 роки.                      | Спартаківська с/р, с. Спартак, вул. Центральна, цвинтар.                                 | 1964 р.               | -                                                  | 17.12.1969 р. № 724  |
| 26   | 1718          | Братська могила радянських військовополонених.                                               | Спартаківська с/р, с-ще Мінеральне, позаду локомотивного депо.                           | 1959 р.               | -                                                  | 17.12.1969 р. № 724  |
| 27   | 2027          | Пам'ятник воїнам-односельцям, 1943 рік.                                                      | Желаннівська сел/р, смт Желанне, вул. Центральна                                         | 1981 р.               | Скульптор: Гонтар С. О. Архітектор: Шеховцов В. М. | 19.04.1983 р. № 280р |
| 28   | 1986          | Пам'ятник воїнам-односельцям, 1941—1945 роки.                                                | Очеретинська сел/р, смт Очеретине, вул. Первомайська, парк Побєди.                       | 1970 р., рек. 1985 р. | Скульптор: Черняк Г. А.                            | 19.04.1983 р. № 280р |
| 29   | 2101          | Пам'ятник воїнам-односельчанам, 1941—1945 роки.                                              | Красногорівська с/р, с. Красногорівка, вул. Гагаріна, біля школи                         | 1978 р.               | Автор: Колеснюк В. Г.                              | 10.11.1984 р. № 663р |
| 30   | 1987          | Пам'ятник воїнам-односельцям, 1941—1945 роки.                                                | Первомайська с/р, с. Первомайське, вул. Паркова, біля контори.                           | 1968 р., рек. 1985 р. | -                                                  | 19.04.1983 р. № 280р |
| 31   | 1988          | Пам'ятник воїнам-односельцям, 1941—1945 роки                                                 | Спартаківська с/р, с. Спартак, вул. Центральна, біля сільради.                           | 1974 р.               | -                                                  | 19.04.1983 р. № 280р |